# Strie glaciaire

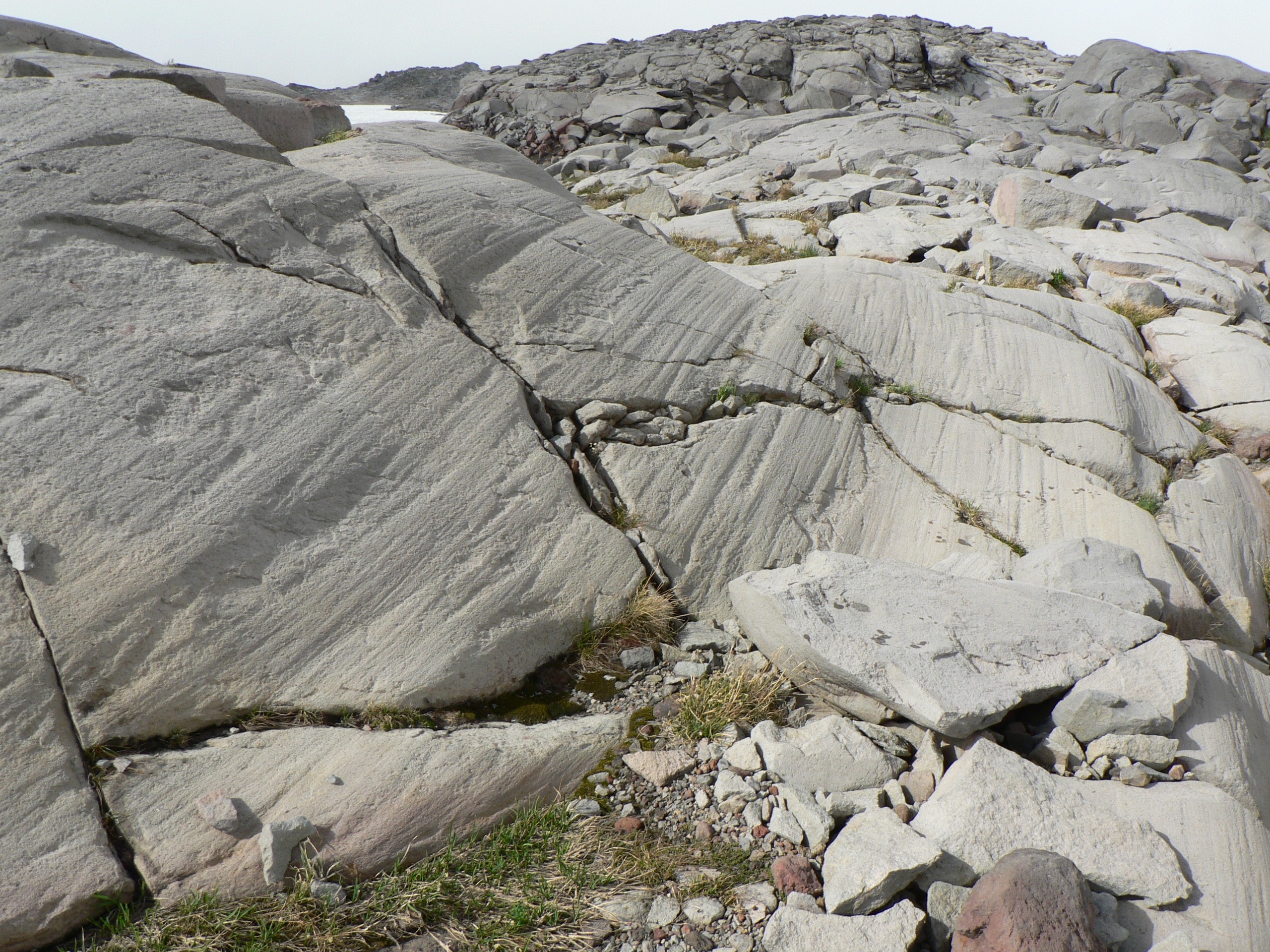
Stries glaciaires dans le parc national du mont Rainier.

Une strie glaciaire est une forme d'érosion fluvioglaciaire qui consiste en une rayure du socle rocheux affleurant et se présentant généralement sous forme groupée et parallèle,,. Les roches affectées par les stries glaciaires sont typiquement les dos de baleine et les roches moutonnées.

## Caractéristiques
Les stries glaciaires se forment lorsque les blocs rocheux de taille variée et enchâssés dans la glace à la base d'un glacier incisent la roche à l'affleurement à la manière d'un burin sur une surface dure,. Le sillon ainsi tracé en creux mesure quelques millimètres de largeur pour une longueur de quelques centimètres à plusieurs mètres. En raison du déplacement du glacier, la strie glaciaire est généralement rectiligne et sa direction constitue une indication sur le sens d'écoulement du glacier une fois celui-ci fondu.

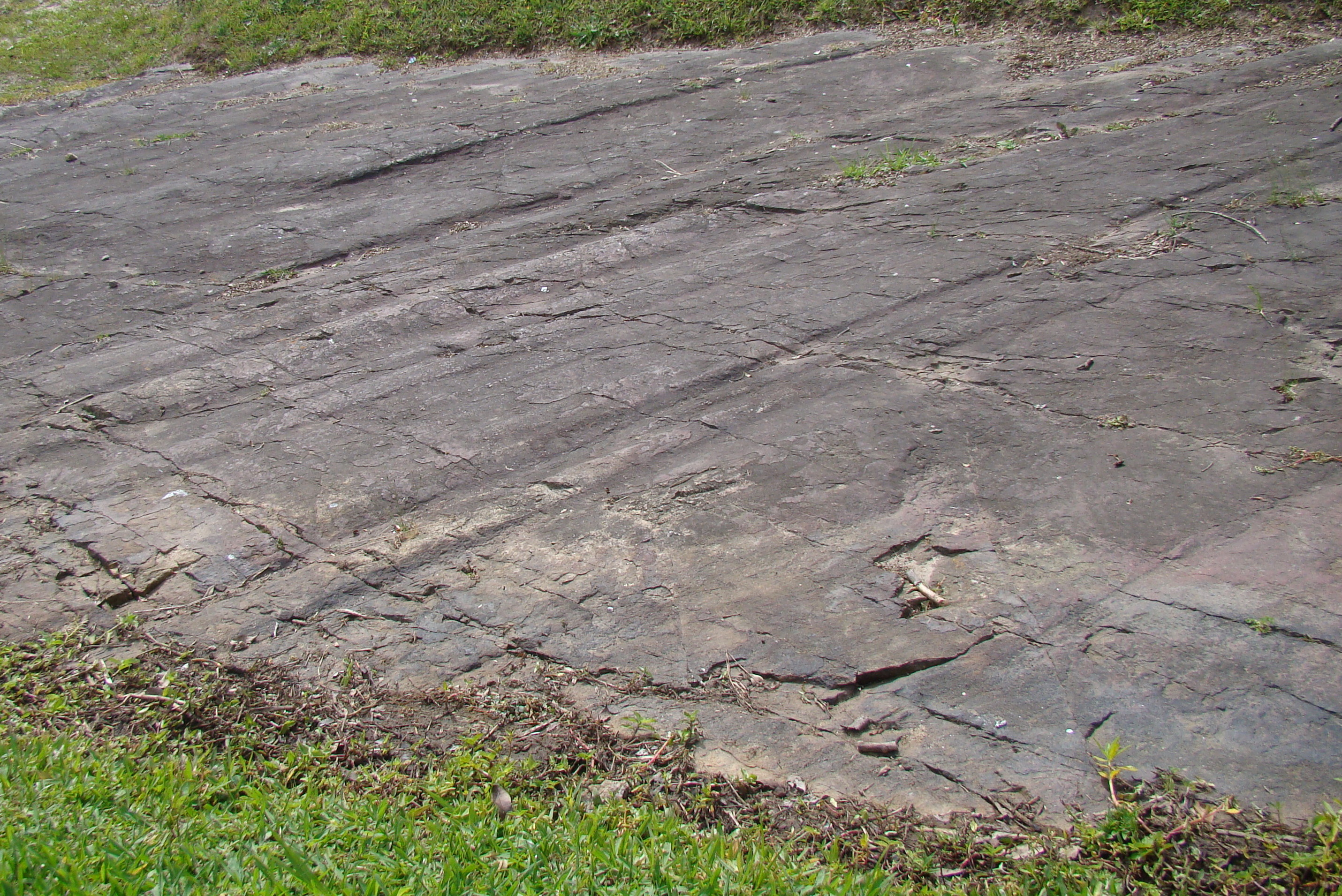
Stries glaciaires sur un dos de baleine au Brésil.
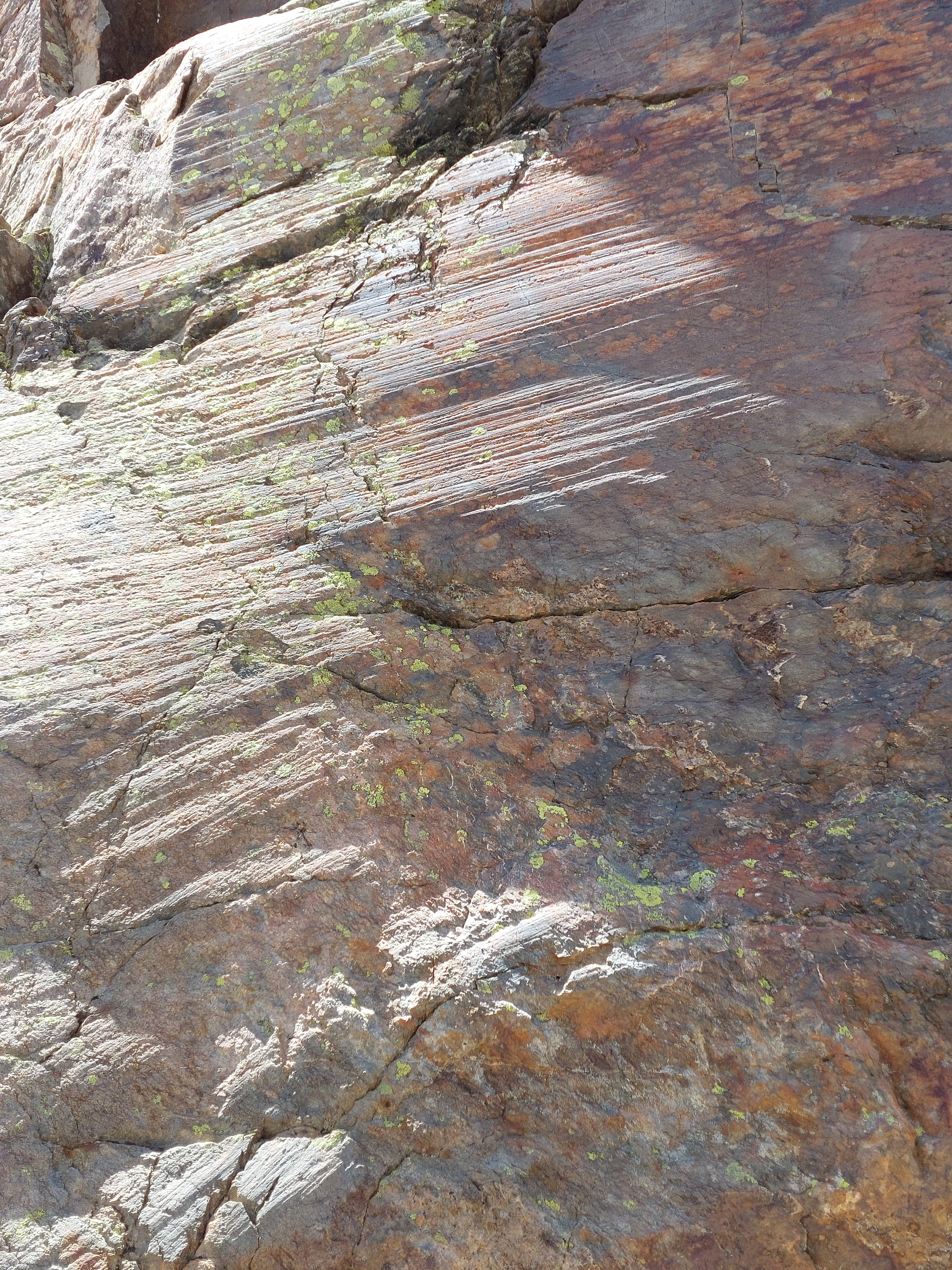
Dos de baleine avec stries glaciaires mises en évidence par un jeu d'ombres dans la vallée de la Clarée en France.
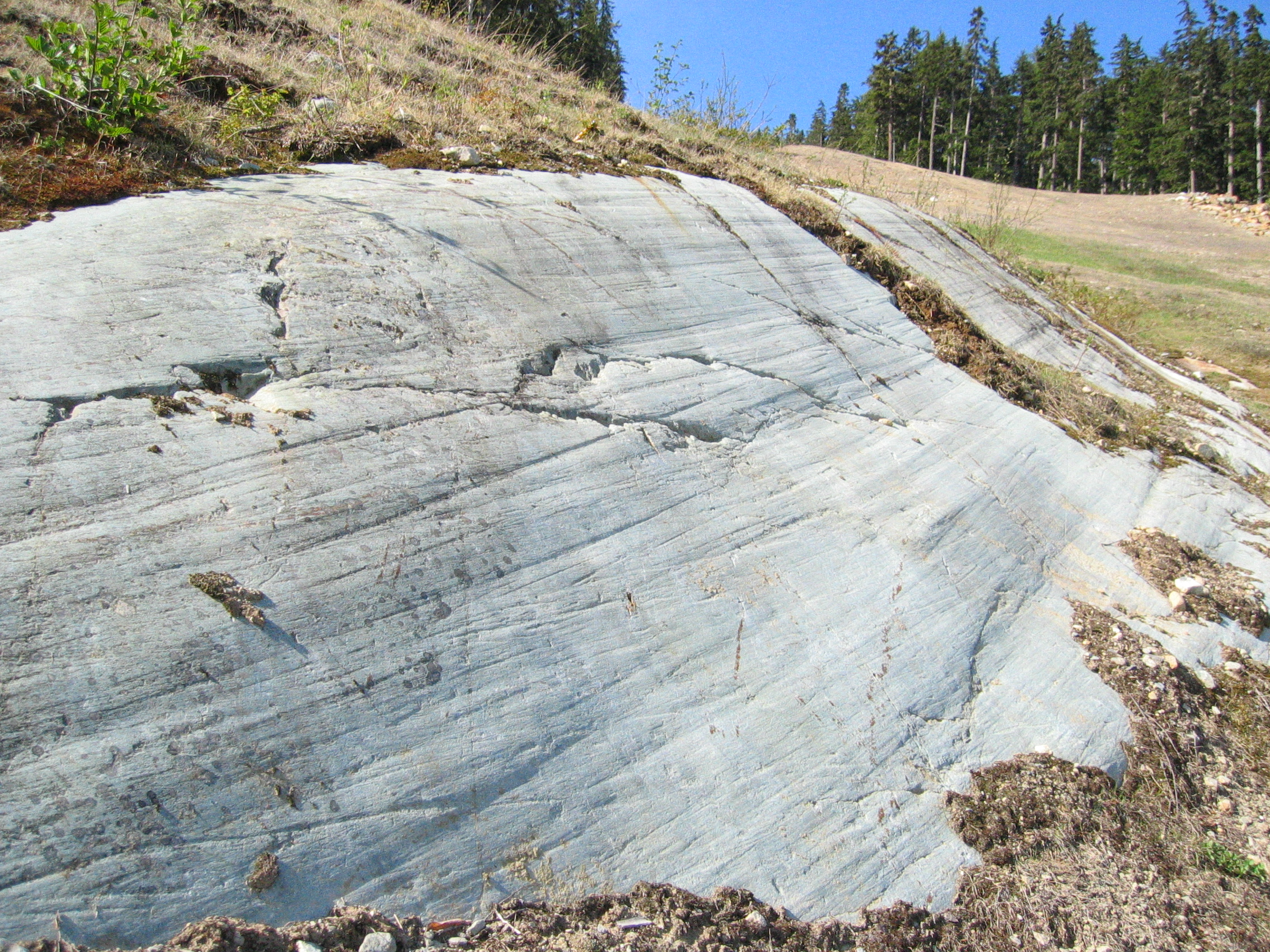
Stries glaciaires sur un dos de baleine en Colombie-Britannique au Canada.
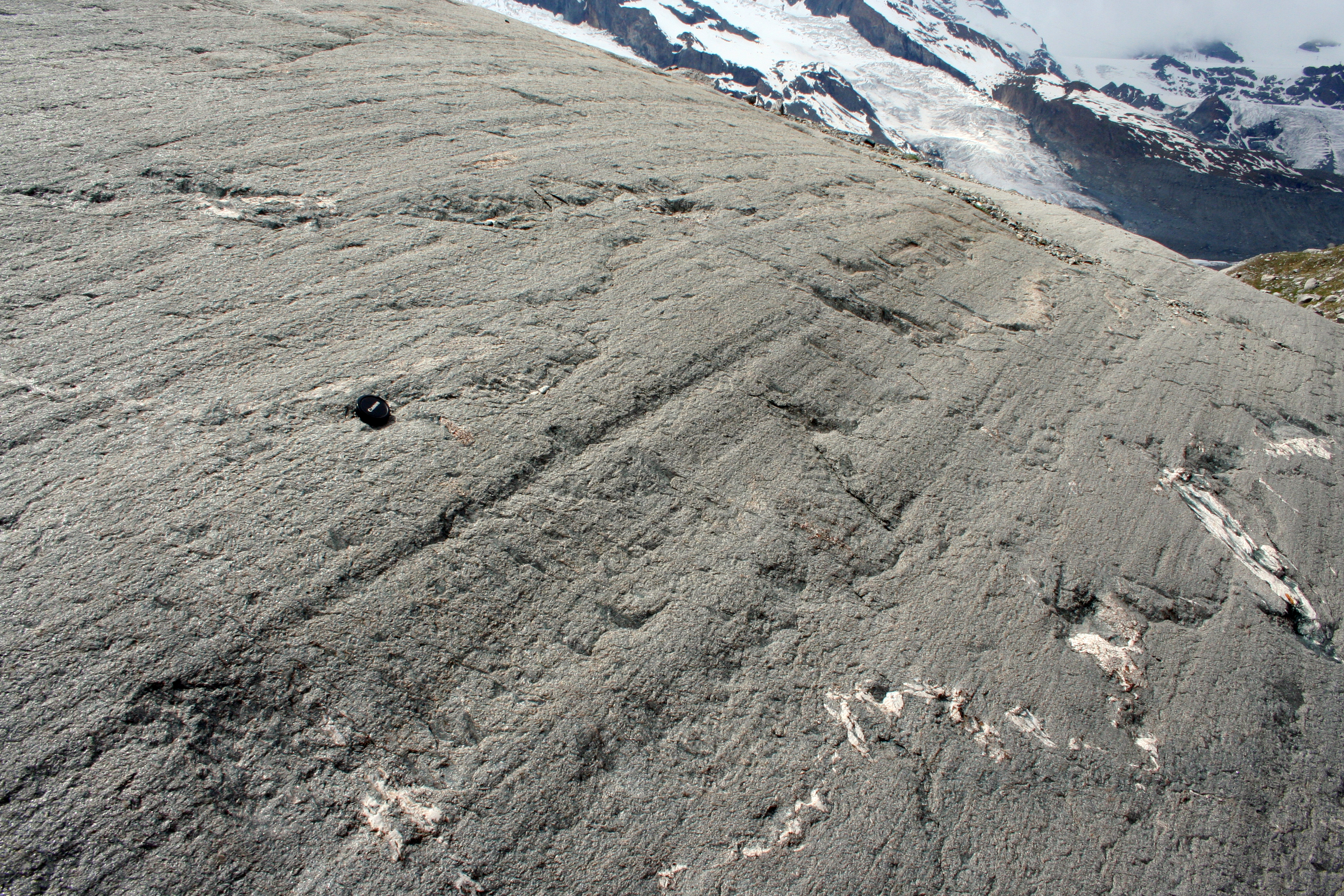
Stries glaciaires sur un dos de baleine au glacier du Gorner en Suisse.
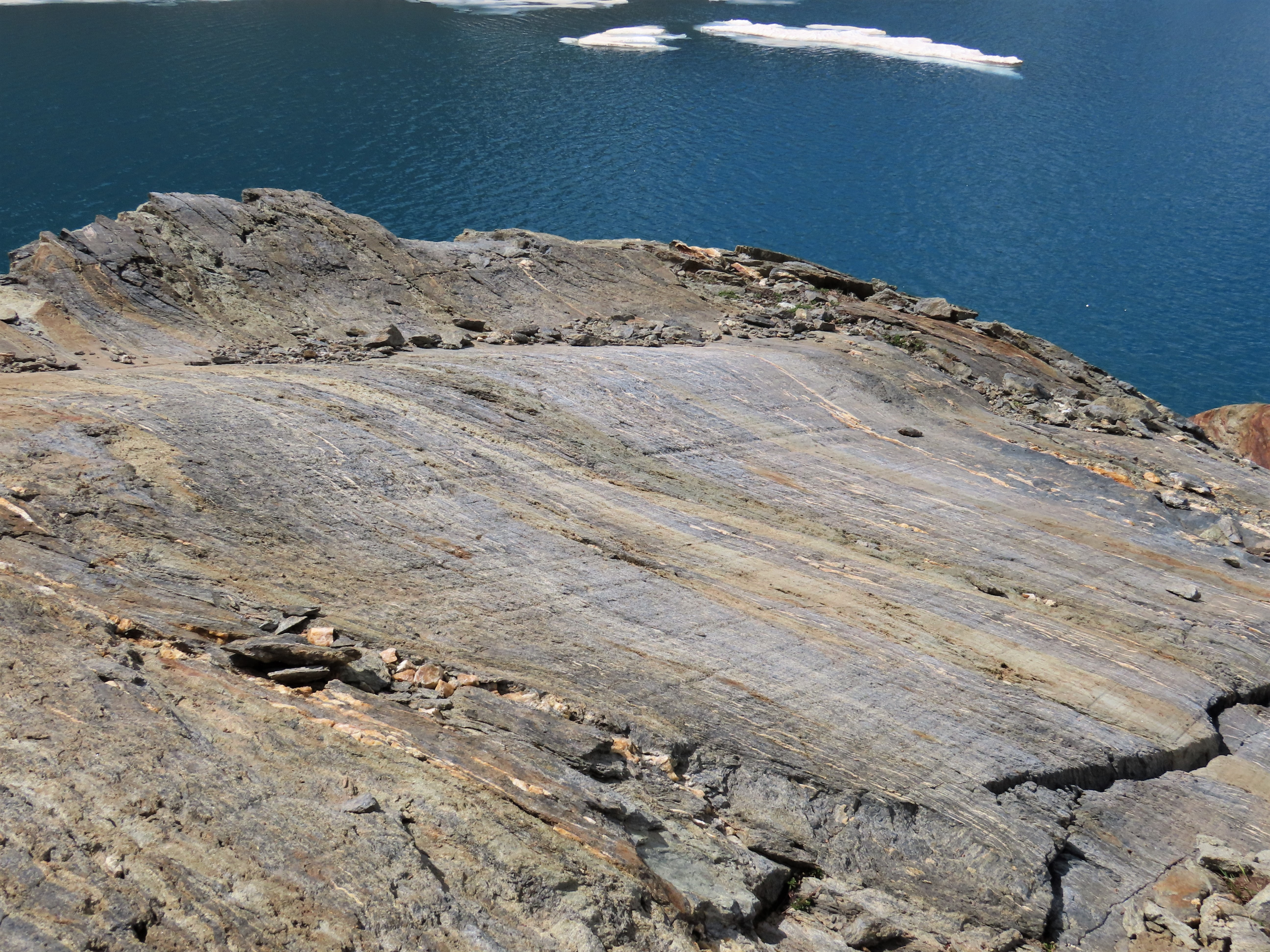
Stries glaciaires sur un dos de baleine au lac Blanc en France.
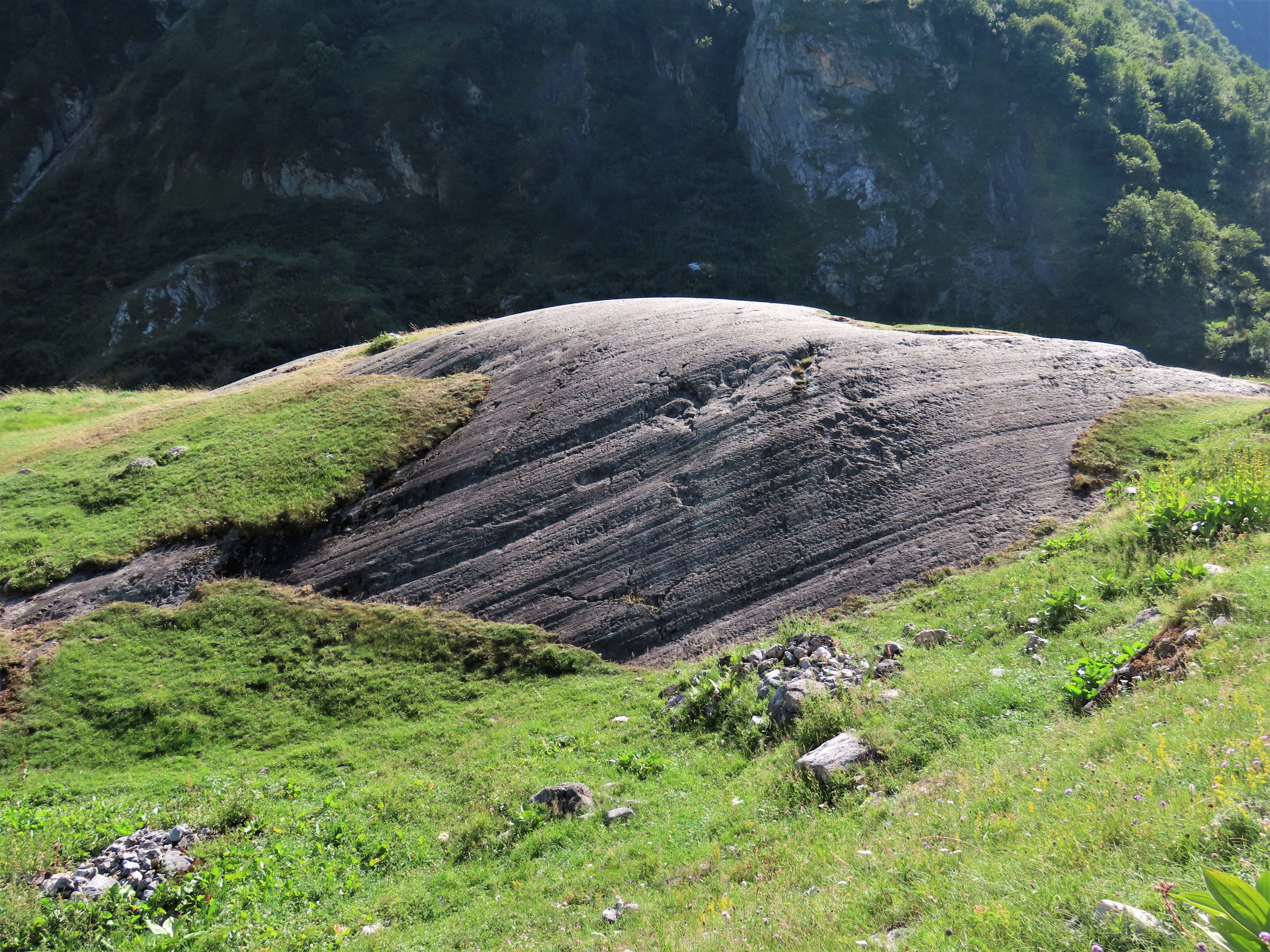
Stries glaciaires sur un dos de baleine dans la vallée du Doron de Champagny en France.